# Sri Maha Bodhi
Lo Sri Maha Bodhi è un esemplare di Ficus religiosa che si trova a Anurādhapura, in Sri Lanka. Tradizionalmente è ritenuto essere un discendente diretto dell'originale albero della Bodhi, sotto il quale Siddhartha Gautama stava meditando quando ottenne il bodhi (illuminazione) e i conseguenti Nirvāṇa e status di buddha. Fu piantato nel 288 a.C., ed è il più antico albero piantato dall'uomo di cui si conosca la data di nascita.
Un alberello nato dall'albero di Bodhi fu portato nello Sri Lanka nel III secolo a.C. da Theri Sangamitta, figlia dell'imperatore indiano Asoka (fondatore del Tempio di Mahabodhi) e fondatrice di un ordine di monache buddiste; fu poi piantato nel parco di Mahameghavana a Anuradhapura per volontà del re Devanampiyatissa. È anche noto come Jaya Siri Maha Bodhi